# Circus Flaminius
Circus Flaminius var en rännarbana med måtten 297 x 120 meter på södra Marsfältet i antikens Rom. Den anlades år 220 f.Kr. av censorn Gaius Flaminius på hans egen mark, Prata Flaminia. Det är fastställt att rännarbanan är uppkallad efter Gaius Flaminius, men Varro skriver att den är uppkallad efter Campus Flaminius, den plats på vilken den uppfördes.
På Circus Flaminius firades ludi plebeii, ludi taurii och ludi saeculares. Arenan användes även för folkmöten och som marknadsplats. År 9 f.Kr. höll kejsar Augustus lovtalet över Drusus på Circus Flaminius. Sju år senare, år 2 f.Kr., lät man fylla arenan med vatten och släppa in trettiosex krokodiler, vilka slaktades. Circus Flaminius blev med tiden så betydelsefull att andra byggnader i området beskrevs som belägna ”ad circum Flaminium”.
Circus Flaminius var i bruk till 300-talet e.Kr., då den övergavs.